# Discografia di Lord Est
Questa pagina contiene l'intera discografia di Lord Est, duo finlandese, dalle origini fino ad ora.

## Album in studio
| Anno | Album                   | Posizione | Certificazione | Vendite |
| ---- | ----------------------- | --------- | -------------- | ------- |
| 2002 | Aatelinen               | –         | –              | –       |
| 2005 | Päivät töissä           | –         | –              | –       |
| 2008 | Tulin teitä muistuttaan | 35        | –              | –       |
| 2009 | Se on päätetty          | –         | –              | –       |
| 2011 | Sonmoro senjoro         | 33        | –              | –       |

## Raccolte
| Anno | Album             | Posizione | Certificazione | Vendite |
| ---- | ----------------- | --------- | -------------- | ------- |
| 2009 | Trilogy           | –         | –              | –       |
| 2012 | Lestin ruudeimmat | –         | –              | –       |

## Singoli
| Anno | Singolo                               | Posizione | Posizione | Certificazione | Vendite | Album                   |
| Anno | Singolo                               | SL        | LL        | Certificazione | Vendite | Album                   |
| ---- | ------------------------------------- | --------- | --------- | -------------- | ------- | ----------------------- |
| 2001 | Viskit ja rommit                      | –         | –         | –              | –       | Aatelinen               |
| 2002 | Talvi                                 | 17        | –         | –              | –       | Aatelinen               |
| 2002 | Linko                                 | –         | –         | –              | –       | Aatelinen               |
| 2004 | Heristä nyrkkii                       | 11        | –         | –              | –       | Päivät töissä           |
| 2005 | Hellä ori                             | 15        | –         | –              | –       | Päivät töissä           |
| 2005 | Tää on festi (feat. Spesialisti)      | –         | –         | –              | –       | –                       |
| 2007 | Sä teet                               | 12        | 9         | –              | –       | Tulin teitä muistuttaan |
| 2008 | Ilman itsekurii                       | –         | –         | –              | –       | Tulin teitä muistuttaan |
| 2008 | Jotkut muijat                         | –         | –         | –              | –       | Tulin teitä muistuttaan |
| 2009 | Nyt saa juhlia taas                   | –         | 25        | –              | –       | Se on päätetty          |
| 2009 | Tänään räjähtää (feat. Åke Blomqvist) | –         | –         | –              | –       | Se on päätetty          |
| 2010 | Keho on mun temppeli                  | –         | –         | –              | –       | Se on päätetty          |
| 2011 | Reggaerekka (feat. Petri Nygård)      | 1         | 1         | Disco d'oro    | 6 370   | Sonmoro senjoro         |
| 2011 | Juoksen vapaana kaupunkiin            | –         | –         | –              | –       | Sonmoro senjoro         |
| 2011 | Vuosi vaihtuu (feat. Mikael Gabriel)  | 1         | 1         | –              | –       | Sonmoro senjoro         |
| 2012 | Pelaat ja juhlit                      | –         | –         | –              | –       | Lestin ruudeimmat       |
| 2012 | Huono päivä, hyvä ilta                | –         | –         | –              | –       | Lestin ruudeimmat       |
| 2013 | Jotain mukavaa                        | –         | –         | –              | –       | –                       |
| 2014 | Hanat auki (feat. Spekti)             | 8         | 14        | –              | –       | –                       |
| 2014 | Bad niinku Badding                    | –         | –         | –              | –       | –                       |

### Come featuring
| Anno | Singolo                                                   | Posizione | Posizione | Certificazione   | Vendite | Album                |
| Anno | Singolo                                                   | SL        | LL        | Certificazione   | Vendite | Album                |
| ---- | --------------------------------------------------------- | --------- | --------- | ---------------- | ------- | -------------------- |
| 2011 | Selvä päivä (Petri Nygård feat. Lord Est)                 | 1         | 1         | Disco di platino | 11 008  | Kaikki tai ei mitään |
| 2014 | Tilttaamaan (Beats & Styles remix) (Robin feat. Lord Est) | –         | –         | –                | –       | Boombox              |

## Video musicali
| Anno | Nome                       | Regista                       | Video  |
| ---- | -------------------------- | ----------------------------- | ------ |
| 2002 | Linko                      | –                             |        |
| 2008 | Sä teet                    | –                             |        |
| 2010 | Keho on mun temppeli       | –                             |        |
| 2011 | Reggaerekka                | –                             | [ 14 ] |
| 2011 | Juoksen vapaana kaupunkiin | Elias Markkula/2KG Production | [ 15 ] |
| 2012 | Pelaat ja juhlit           | Onkiwood Studios 2012         | [ 16 ] |
| 2012 | Huono päivä, hyvä ilta     | 2KG Production                | [ 17 ] |
| 2013 | Jotain mukavaa             | Juha Reini                    | [ 18 ] |
| 2014 | Hanat Auki                 | Marko Mäkilaakso              | [ 19 ] |
| 2014 | Bad niinku Badding         | Heikki Häkkinen               | [ 20 ] |